# Zygophlebia humbertii
Zygophlebia humbertii är en stensöteväxtart som först beskrevs av Carl Frederik Albert Christensen, och fick sitt nu gällande namn av Barbara S. Parris. Zygophlebia humbertii ingår i släktet Zygophlebia och familjen Polypodiaceae. Inga underarter finns listade.